# Mauna perquisita
Mauna perquisita là một loài bướm đêm trong họ Geometridae.